# Augusto Durán Martínez
Augusto Durán Martínez es un abogado, profesor y político uruguayo, perteneciente al Partido Nacional.

## Biografía
Egresado de la Universidad de la República, se especializó en Derecho Administrativo. Ha ejercido la docencia en la Universidad de la República y también en la UCUDAL, cuya Facultad de Derecho ayudó a crear y dirigió en carácter de decano. Además, ha publicado numerosos artículos y obras de referencia.
Durante la presidencia de Luis Alberto Lacalle de Herrera se desempeñó como prosecretario de la Presidencia.
Desde 2019 preside el Instituto Manuel Oribe.
En 2020, su hijo Andrés fue nombrado embajador ante los Estados Unidos por el presidente Luis Lacalle Pou.